# Auriga (revista)
La revista Auriga és l'única publicació en català dedicada a la divulgació del món clàssic i del llegat grecoromà a Catalunya. Té una orientació editorial divulgativa del món antic i de debat de l'actualitat que aquest genera.
Per tal d'estimular l'estudi del passat anualment convoca els Premis Auriga: el Premi Didascàlia, a una experiència docent, i el Premi Núria Tudela, a un treball realitzat per estudiants i el Premi Musa per a les exposicions temporals o permanents, o altres iniciatives de divulgació del món antic i la cultura clàssica realitzades des dels museus d'arreu dels Països Catalans. Des de 2015 el Premi Didascàlia ha passat a denominar-se Premi Carles Miralles i Solà, en memòria de Carles Miralles i Solà, l'hel·lenista català traspassat aquell mateix any.

## Fòrum Auriga
Des de l'any 2005 la revista Auriga organitza anualment l'única trobada interdisciplinària dels professionals del món antic que se celebra en els territoris de llengua catalana. El Fòrum Auriga se celebra cada any en el municipi que ha estat nominat com a Capital de la Cultura Catalana.

## Guardons
La revista Auriga ha rebut dos guardons:
1. Premi a la millor acció promocional d'una revista en català per l'organització dels Fòrums Auriga. Atorgat per l'Associació de Publicacions Periòdiques en Català, APPEC. (2 de febrer de 2011)[3]
2. Auriga, Premi a la millor revista digital en català, atorgat per la Federació d'Associacions d'Editors de Premsa, Revistes i Mitjans Digitals en Català,[4] per haver-se convertit en un referent de la difusió de les nostres arrels, no només en l'àmbit científic del món clàssic sinó també entre el públic generalista com a lloc de trobada digital de la seva tasca divulgadora.